# Gatchaman (film)
Gatchaman (ガッチャマン) è un film del 2013 diretto da Toya Sato.
La pellicola è la trasposizione live action della serie anime conosciuta in Italia col titolo La battaglia dei pianeti.

## Trama
La storia è ambientata in un prossimo futuro; una pericolosa organizzazione terroristica chiamata "Galactor", dotata di avanzatissimi mezzi, pare lanciata alla conquista del mondo: al dottor Nanbu, membro del congresso mondiale delle scienze, non rimane altro da fare che chiedere aiuto ai cinque agenti ninja supereroi conosciuti come "Gatchaman".